# Miagrammopes extensus
Espèce
Miagrammopes extensus est une espèce d'araignées aranéomorphes de la famille des Uloboridae.

## Distribution
Cette espèce est endémique d'Uttarakhand en Inde,.

## Description
La femelle holotype mesure 10,5 mm.

## Publication originale
- Simon, 1889 :  Arachnides de l'Himalaya, recueillis par MM. Oldham et Wood-Mason, et faisant partie des collections de l'Indian Museum. Première partie. Journal of the Asiatic Society of Bengal, vol. 58, p. 334-344 (texte intégral).